# Cegueira da neve
Cegueira da neve é uma doença do olho. É causada por uma desabilidade da córnea dos olhos através de poderosa radiação UV. Especialmente a radiação energética UV-B é bastante perigosa. Como a proteção dos olhos é a grossura da superfície da córnea, uma grande parte dos raios perigosos são absorvidos.